# З тіні (фільм, 1914)
«З тіні» (англ. From the Shadows) — американська короткометражна драма 1914 року з Ірвінгом Каммінгсом в головній ролі.

## У ролях
- Ірвінг Каммінгс — Геспер Верн
- Флоренс Ла Баді — Дафна
- Віолет Стюарт — Аврора Лейк
- Джон Рейнгарт — театральний менеджер
- Юстус Д. Барнс — режисер
- Рой Гаук — хлопчик в залі
- Артур Бауер — містер Вандеветер